# Aéroport de Yanbu
Le petit aéroport intérieur de Yanbu s'est développé à partir de 2006 pour répondre aux besoins de la nouvelle cité industrielle, sur la mer Rouge.
La première liaison internationale date du 24 décembre 2009. L'aéroport propose cafés, salons et zones commerciales.

## Situation
| Neom Dammam Djeddah Riyadh Médine Al-Hofuf Yanbu Buraidah Abha Al Bahah Haïl Tabuk Ta'if Al-Jawf Al Wajh Arar Bisha Dawadmi Gurayat Najran Qaisumah Rafha Sharurah Al-`Ula Turaif Wadi al-Dawasir |

## Compagnies et destinations
| Compagnies                  | Destinations                                                 |
| --------------------------- | ------------------------------------------------------------ |
| Air Arabia                  | Charjah                                                      |
| Air Arabia Egypt            | Le Caire                                                     |
| Air Cairo                   | Borg El Arab, Sohag                                          |
| AlMasria Universal Airlines | Le Caire                                                     |
| Flyadeal                    | Dammam-roi Fahd                                              |
| FlyEgypt                    | Le Caire                                                     |
| Flynas                      | Dammam-roi Fahd                                              |
| Nesma Airlines              | Le Caire                                                     |
| Nile Air                    | Borg El Arab, Le Caire Hajj: Banda Aceh-Sultan-Iskandar-Muda |
| Saudia                      | Djeddah - Roi-Abdelaziz, Riyad-roi Khaled                    |
| Turkish Airlines            | Istanbul, Trabzon/Trébizonde                                 |

Édité le 29/05/2020

## Statistiques
Pour des raisons techniques, il est temporairement impossible d'afficher le graphique qui aurait dû être présenté ici.

Voir la requête brute et les sources sur Wikidata.